# Event Horizon Telescope
Event Horizon Telescope je projekt, který vytvořil pole radioteleskopů z různých astronomických observatoří umístěných na různých místech na Zemi. Jeho prvním cílem bylo zobrazit horizont událostí (okolí) černé díry.
Touto soustavou byla v roce 2017 pozorována supermasivní černá díra Sagittarius A* v centru naší galaxie a černá díra v centru obří eliptické galaxie M87. Při této akci bylo zapojeno osm radioteleskopů nebo jejich soustav, např. soustavy ALMA a radioteleskopu APEX v Chile, radioteleskopu South Pole Telescope umístěného na jižním pólu apod.

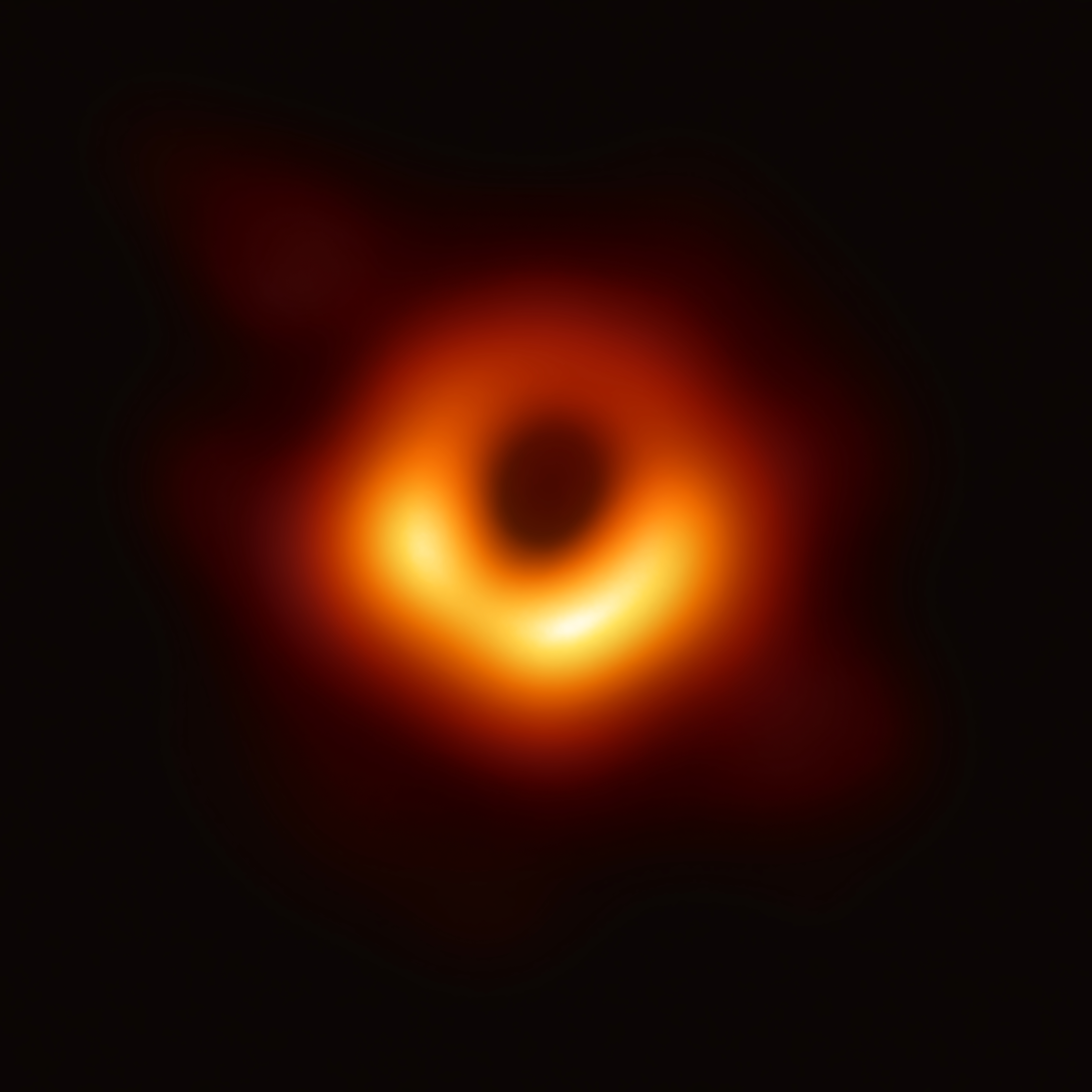
Horizont událostí černé díry v galaxii Messier 87

Jako první byl v dubnu 2019 zveřejněn snímek horizontu událostí černé díry v galaxii M87.
V roce 2022 byl pak uveřejněn obdobný obrázek černé díry v centru naší galaxie (označované Sagittarius A*).